# Tephrosia bibracteolata
Tephrosia bibracteolata är en ärtväxtart som först beskrevs av Dumaz-le-grand, och fick sitt nu gällande namn av Du Puy och Jean-Noël Labat. Tephrosia bibracteolata ingår i släktet Tephrosia och familjen ärtväxter.

## Underarter
Arten delas in i följande underarter:
- T. b. bibracteolata
- T. b. subpalmatifolia